# Visual Molecular Dynamics
O Visual molecular dynamics (VMD) é um programa de computador para modelagem molecular e visualização. VMD é desenvolvido principalmente como uma ferramenta para visualização e análise dos resultados de simulações de dinâmica molecular, mas também inclui ferramentas para trabalhar com dados volumétricos, dados de sequência e objetos gráficos arbitrários. Cenas moleculares podem ser exportadas para ferramentas de renderização externas, como o POV-Ray, RenderMan, Tachyon, VRML, e muitas outras. Os usuários podem executar seus próprios scripts Tcl e Python dentro do VMD já que este inclui embutidos interpretadores Tcl e Python. O VMD é executado em Unix, Mac OS X e Microsoft Windows. O VMD está disponível para usuários não-comerciais, em uma licença específica da distribuição que permite tanto o uso do programa e modificação do seu código fonte, sem nenhum custo.

## História

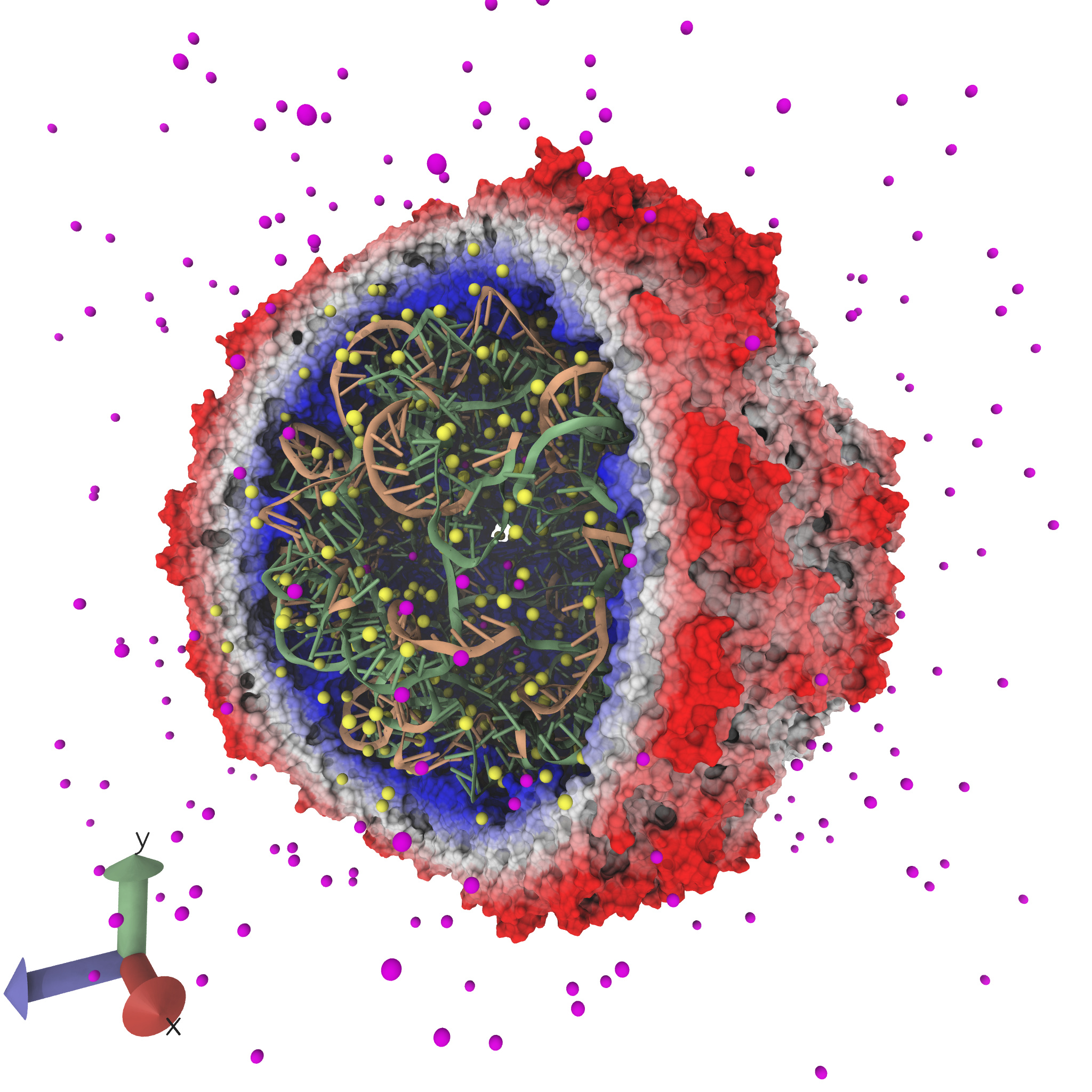
Gráficos moleculares do Vírus Satélite do Mosaico do Tabaco produzidos em VMD e renderizados usando Tachyon. A cena é mostrada com uma combinação de superfícies coloridas moleculares por uma distância radial, e ácidos nucleicos mostrados nas representações da fita. A renderização Tachyon usa tanto a iluminação direta quanto a de oclusão de ambiente para melhorar a visibilidade dos bolsos e cavidades. Os eixos VMD são mostrados como um exemplo simples de renderização de geometria não-molecular.

O VMD foi desenvolvido sob a égide do investigador principal Klaus Schulten no grupo de Biofísica Teórica e Computacional do Beckman Institute na Universidade de Illinois em Urbana-Champaign. Um programa precursor, chamado VRChem, foi desenvolvido em 1992 por Mike Krogh, William Humphrey, e Rick Kufrin. A versão inicial do VMD foi escrita por William Humphrey, Andrew Dalke, Ken Hamer, Jon Sanguessuga, e James Phillips. Foi lançada em 1995. As primeiras versões de VMD foram desenvolvidos para estações de trabalho Silicon Graphics e poderiam também ser executadas na CAVE e comunicar com uma simulação NAMD.